# Kirsikkapuisto
Le parc aux cerisiers (finnois : Kirsikkapuisto) est un parc ouvert en 2007 dans la section Roihuvuori du quartier de Herttoniemi à Helsinki en Finlande.
Le parc fait partie de la zone des parcs de Roihuvuori.

## Présentation
Le parc d'une superficie de 57 242 m2 compte près de 150 cerisiers.
Dans sa partie centrale, poussent, entre autres, des peupliers, dans sa partie nord des bouleaux et des chênes.
Le parc aux cerisiers est relié au jardin japonais de Roihuvuori par une voie de circulation douce, qui traverse le terrain de jeux Tuhkimo.
A son Nord, le parc aux cerisiers est bordé par le château d'eau de Roihuvuori, à son Sud par le chemin Abraham Wetterin tie et à son Ouest par la rue Sahaajankatu.

## Histoire
En 2006, la ville d'Helsinki a reçu la proposition de Norio Tomida, un résident d'Helsinki, de construire un parc,.
Les résidents japonais, les sociétés et associations japonaises de Finlande ont fait don des cerisiers.
Le premier cerisier est planté dans le parc le 5 juin 2007.
Au printemps, on y célèbre la fête japonaise d'Hanami à la floraison des cerisiers,

## Vues du parc

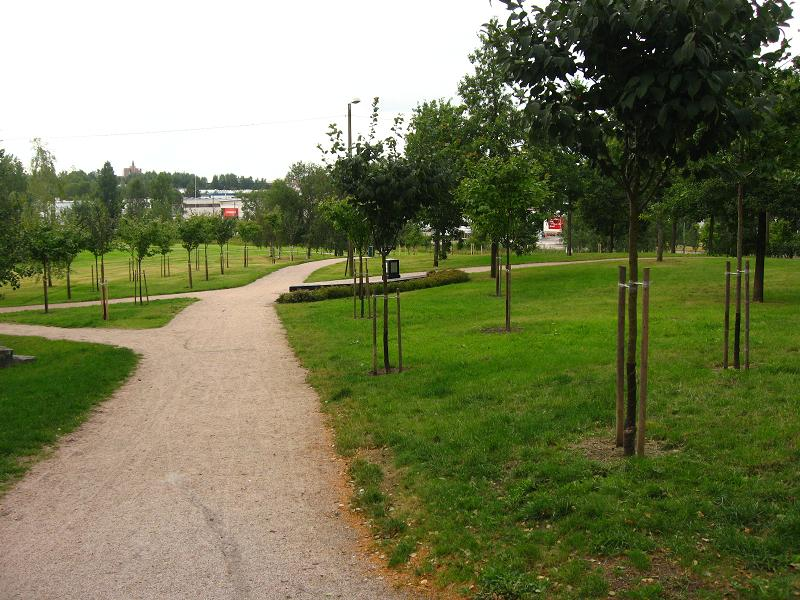
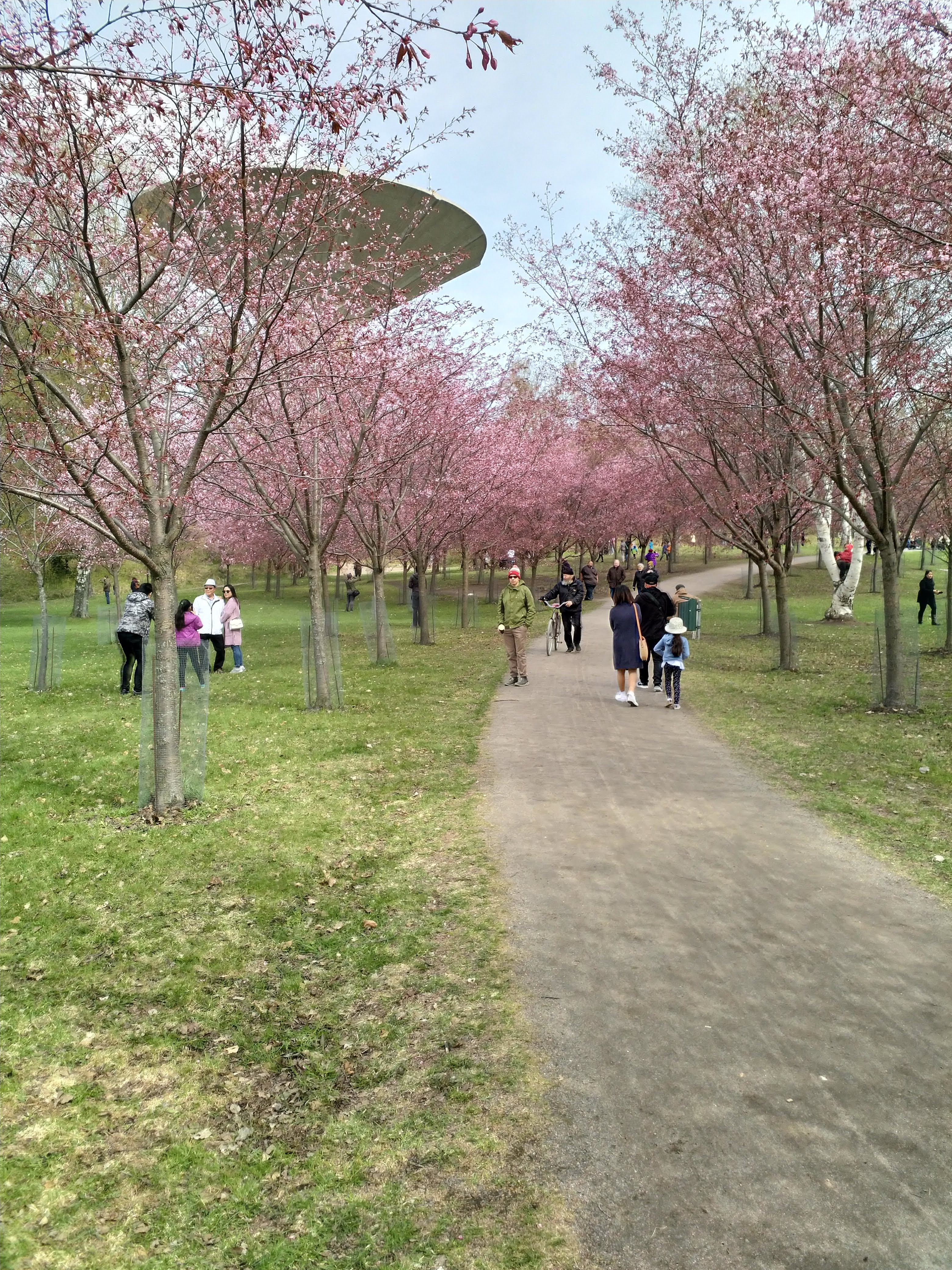
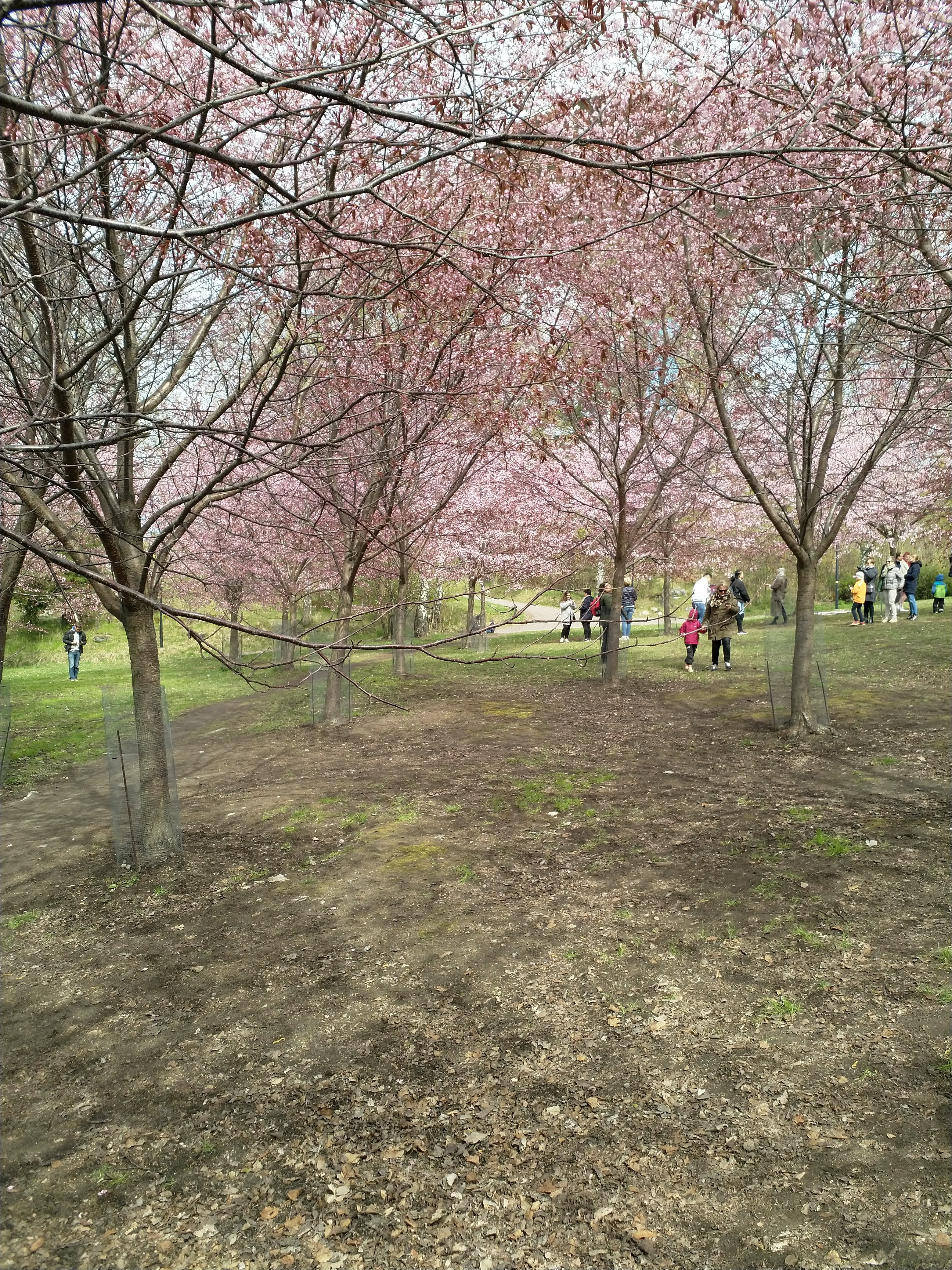
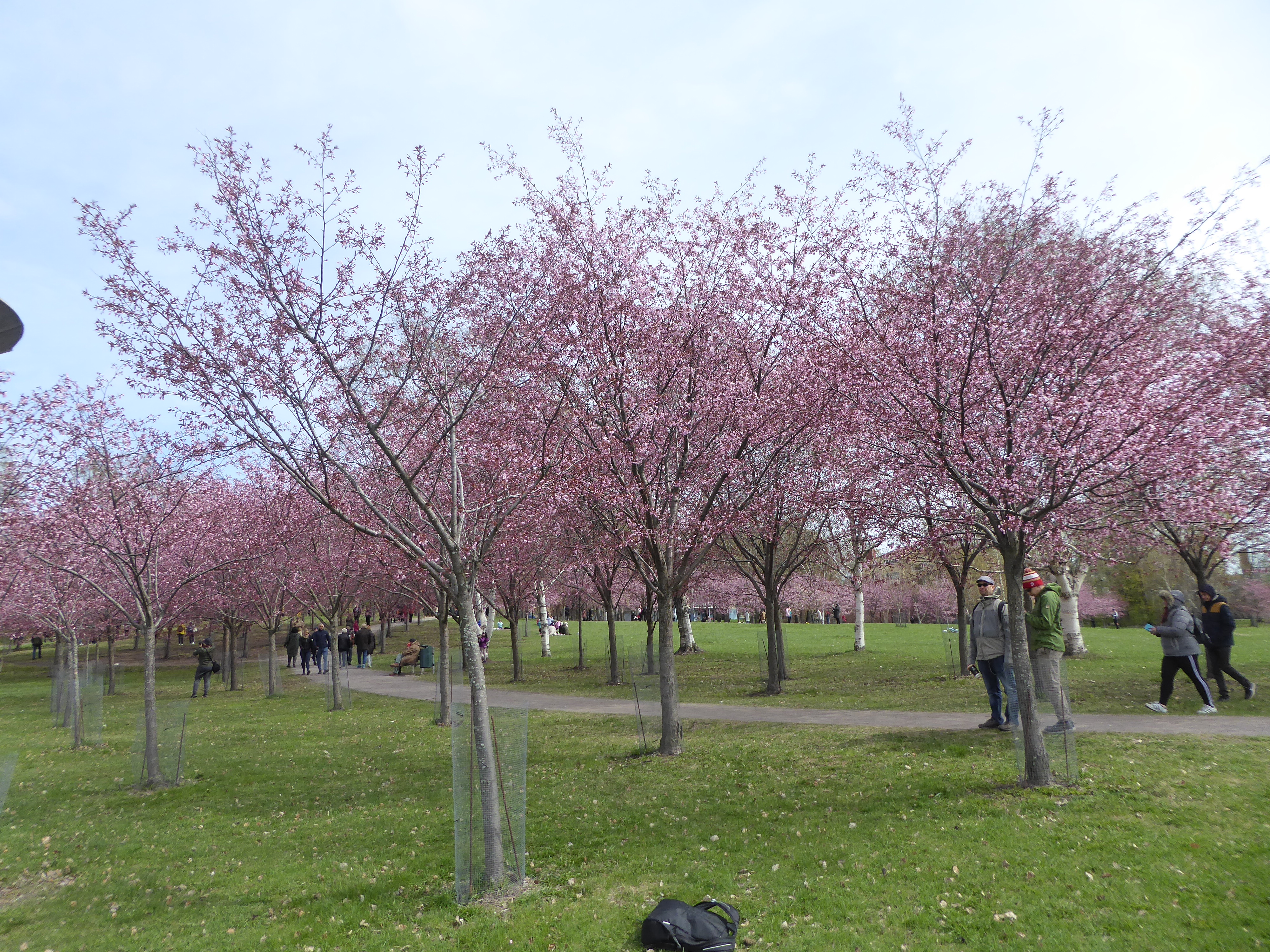